# Gnophos destrigaria
Gnophos destrigaria là một loài bướm đêm trong họ Geometridae.